# Picomonas judraskeda
Picomonas judraskeda е първият идентифициран вид морски едноклетъчни същинскоядрени организми от род Picomonas, семейство Picomonadidae, разред Picomonadida, клас Picomonadea. Те са несамостойно хранещи с размер по-малък от 3 µm.